# Pattinaggio di velocità agli XI Giochi olimpici invernali - 5000 m maschile
La competizione dei 5000 m maschili di pattinaggio di velocità agli XI Giochi olimpici invernali si è svolta il giorno 4 febbraio 1972 sulla pista del Makomanai Open Stadium a Sapporo.

## La gara
Il grande favorito era il pattinatore olandese Ard Schenk che aveva già stabilito 15 record mondiali nella sua carriera, e fu campione del mondo nel 1970-71 e campione europeo nel 1970 e nel 1972, ed era l'attuale detentore del record mondiale dei 5000 con 7'12"01. 
Schenk gareggiò nella prima batteria, mentre nevicava. Anche se in seguito terminò di nevicare, la neve sembrava non dargli fastidio, dato che aveva fermato il cronometro a 7'23"61, che alla fine gli valse l'oro. Il norvegese Roar Grønvold era nella terza batteria e terminò quasi cinque secondi dietro a Schenk, in 7'28"18, è ottenne la medaglia d'argento. Il bronzo è andato al norvegese Sten Stensen con 7'33"39. Schenk e Grønvold sono stati favoriti dalle condizioni della pista, poiché il ghiaccio era in cattive condizioni dopo la quarta batteria, a causa della scarsa preparazione della pista.

## Risultati
| Pos.    | Atleta               | Nazione          | 200 m. | 1000 m. | 1800 m  | 2600 m  | 3400 m  | 3200 m  | 5000 m  |
| ------- | -------------------- | ---------------- | ------ | ------- | ------- | ------- | ------- | ------- | ------- |
| Oro     | Ard Schenk           | Paesi Bassi      | 20"35  | 1'28"80 | 2'38"62 | 3'48"99 | 4'59"57 | 6'11"27 | 7'23"61 |
| Argento | Roar Grønvold        | Norvegia         | 20"25  | 1'29"28 | 2'40"63 | 3'51"96 | 5'03"63 | 6'16"12 | 7'28"18 |
| Bronzo  | Sten Stensen         | Norvegia         | 20"56  | 1'29"49 | 2'40"11 | 3'51"74 | 5'04"90 | 6'19"37 | 7'33"39 |
| 4       | Göran Claeson        | Svezia           | 20"0   | 1'30"4  | 2'42"6  | 3'56"02 | 5'09"04 | 6'23"20 | 7'36"17 |
| 5       | Willy Olsen          | Norvegia         | 20"1   | 1'29"8  | 2'41"2  | 3'53"6  | 5'07"7  | 6'22"30 | 7'36"47 |
| 6       | Kees Verkerk         | Paesi Bassi      | 20"61  | 1'30"89 | 2'44"44 | 3'58"28 | 5'11"04 | 6'24"80 | 7'39"17 |
| 7       | Valery Lavrushkin    | Unione Sovietica | 20"7   | 1'31"8  | 2'44"5  | 3'58"0  | 5'11"25 | 6'25"40 | 7'39"26 |
| 8       | Jan Bols             | Paesi Bassi      | 20"19  | 1'29"83 | 2'41"84 | 3'54"51 | 5'07"96 | 6'22"45 | 7'39"40 |
| 9       | Gerd Zimmermann      | Germania Ovest   | 20"8   | 1'32"3  | 2'45"4  | 3'58"3  | 5'11"65 | 6'26"14 | 7'41"16 |
| 10      | Dan Carroll          | Stati Uniti      | 20"5   | 1'32"7  | 2'45"9  | 3'59"7  | 5'14"09 | 6'28"75 | 7'44"72 |
| 11      | Kimmo Koskinen       | Finlandia        | 20"7   | 1'32"6  | 2'44"7  | 3'57"2  | 5'12"09 | 6'28"62 | 7'45"15 |
| 12      | Johnny Höglin        | Svezia           | 20"88  | 1'30"36 | 2'43"89 | 3'57"33 | 5'11"95 | 6'28"36 | 7'45"68 |
| 13      | Kiyomi Ito           | Giappone         | 21"1   | 1'31"8  | 2'45"0  | 3'59"5  | 5'14"5  | 6'30"8  | 7'45"96 |
| 14      | Örjan Sandler        | Svezia           | 21"03  | 1'31"59 | 2'44"62 | 3'59"29 | 5'14"79 | 6'30"83 | 7'47"92 |
| 15      | Giancarlo Gloder     | Italia           | 21"11  | 1'31"85 | 2'45"74 | 4'00"25 | 5'17"1  | 6'35"3  | 7'55"77 |
| 16      | Osamu Naito          | Giappone         | 21"5   | 1'32"4  | 2'46"1  | 4'01"9  | 5'19"7  | 6'39"4  | 7'56"97 |
| 17      | Bruno Toniolli       | Italia           | 21"10  | 1'32"63 | 2'47"49 | 4'03"60 | 5'21"44 | 6'39"48 | 7'57"30 |
| 18      | Jouko Salakka        | Finlandia        | 21"2   | 1'32"3  | 2'47"0  | 4'02"6  | 5'19"5  | 6'38"1  | 7'57"42 |
| 19      | Kevin Sirois         | Canada           | 20"5   | 1'32"0  | 2'47"5  | 4'05"1  | 5'23"0  | 6'42"9  | 8'02"66 |
| 20      | Charles Gilmore      | Stati Uniti      | 20"6   | 1'33"0  | 2'49"2  | 4'05"7  | 5'24"1  | 6'43"9  | 8'03"04 |
| 21      | Clark King           | Stati Uniti      | 20"1   | 1'30"1  | 2'45"6  | 4'04"5  | 5'25"6  | 6'47"04 | 8'07"20 |
| 22      | David Hampton        | Gran Bretagna    | 21"5   | 1'37"1  | 2'52"2  | 4'08"5  | 5'27"6  | 6'47"9  | 8'07"85 |
| 23      | Colin Coates         | Australia        | 21"1   | 1'35"5  | 2'52"7  | 4'11"2  | 5'30"3  | 6'50"48 | 8'09"35 |
| 24      | Richard Tourne       | Francia          | 21"2   | 1'36"6  | 2'55"2  | 4'14"4  | 5'33"6  | 6'52"7  | 8'11"52 |
| 25      | Andy Barron          | Canada           | 22"6   | 1'38"9  | 2'55"3  | 4'13"6  | 5'32"55 | 6'52"06 | 8'11"84 |
| 26      | John Blewitt         | Gran Bretagna    | 22"3   | 1'39"3  | 2'57"3  | 4'16"3  | 5'36"59 | 6'57"10 | 8'16"75 |
| 27      | Herbert Schwarz      | Germania Ovest   | 21"9   | 1'37"5  | 2'55"5  | 4'16"4  | 5'38"1  | 7'02"0  | 8'26"03 |
| 28      | Luvsansharavyn Tsend | Mongolia         | 21"7   | 1'37"9  | 2'57"9  | 4'20"4  | 5'43"4  | 7'07"4  | 8'30"47 |